# Heney Island
Heney Island ist eine unbewohnte Insel im nördlichen Teil des King Sounds, einem australischen Küstengewässer des Indischen Ozeans. Sie gehört zur Region Kimberley im australischen Bundesstaat Western Australia.
Die Insel ist 2 km lang und hat eine Breite von 420 Meter. Die Gesamtfläche der Insel beträgt 39,7 Hektar. Sie ist ca. 3,6 Kilometer vom australischen Festland entfernt.
Die Insel ist die östlichste und größte Insel einer fünf Kilometer langen Inselkette. Der Name der westlichen Nachbarinsel lautet Dove Island.